# Allstedt
Allstedt település Németországban, azon belül Szász-Anhalt tartományban. Lakosainak száma 7550 fő (2023. december 31.). Allstedt Sangerhausen, Querfurt, Edersleben és Bornstedt községekkel határos.

## Népesség
A település népességének változása:
| Lakosok száma | 8193 | 7756 | 7745 | 7573 | 7553 | 7550 |
|               | 2012 | 2017 | 2019 | 2021 | 2022 | 2023 |